# Azad University Giant Team
Azad University Giant Team (código UCI: IUA), é um equipa ciclista iraniana de categoria Continental.
Fundado em 2007, engloba-se dentro da Universidade Islâmica Azad.
A equipa corre principalmente em carreiras do UCI Asia Tour, o circuito continental asiático.

## Sede
A equipa tem a sua sede em Teerão, a capital de Irão.

## Classificações UCI
A partir de 2005 a UCI instaurou os Circuitos Continentais da UCI, onde a equipa está desde a sua criação, registado dentro do UCI Asia Tour. Estando nas classificações do UCI Asia Tour Ranking e UCI Europe Tour Ranking.
As classificações da equipa e do seu ciclista mais destacado são as seguintes.
| Ano                      | Classificação por equipas | Melhor corredor na classificação individual | Posição |
| 2006-2007 (Asia Tour)    | 5º                        | Mahdi Sohrabi                               | 5º      |
| 2007-2008 (Asia Tour)    | 17º                       | Madhi Fahridi                               | 108º    |
| 2008-2009 (Asia Tour)    | 3º                        | Amir Zargari                                | 11º     |
| 2008-2009 (Europe Tour)  | 112º                      | Eugen Wacker                                | 606º    |
| 2009-2010 (Asia Tour)    | 2º                        | Amir Zargari                                | 6º      |
| 2010-2011 (Asia Tour)    | 2º                        | Amir Zargari                                | 3º      |
| 2011-2012 (Asia Tour)    | 11º                       | Víctor Niño                                 | 29º     |
| 2011-2012 (America Tour) | 24º                       | Víctor Niño                                 | 52º     |

## Palmarés
Para anos anteriores, veja-se Palmarés da Azad University Giant Team

### Palmarés de 2013

#### Circuitos Continentais da UCI
| Datas | Circuito | Carreiras | Ganhador |

#### Campeonatos nacionais
| Datas       | Carreiras                         | Ganhador                   |
| 22 de junho | Campeonato do Irão Contrarrelógio | Behnam Khalili Khosroshahi |

## Elenco
Para anos anteriores, veja-se Elencos da Azad University Giant Team

### Elenco de 2013
| Nome                       | Nascimento | Nacionalidade | Equipa de 2012            |
| Ali Asgari                 | 05/04/1993 | Irão          | Neoprofissional           |
| Mohamad Dabiri             | 04/02/1987 | Irão          | Neoprofissional           |
| Mohammad Daneshvar         | 18/12/1993 | Irão          | Neoprofissional           |
| Hamed Jannat               | 02/10/1989 | Irão          | Tabriz Petrochemical Team |
| Ali Khademi                | 01/01/1992 | Irão          | Mes Kerman                |
| Ehsan Khademi              | 08/06/1992 | Irão          | Neoprofissional           |
| Behnam Khalili Khosroshahi | 02/06/1988 | Irão          | Tabriz Petrochemical Team |
| Ramin Maleki               | 16/03/1987 | Irão          | Tabriz Petrochemical Team |
| Arvin Moazemi              | 26/03/1990 | Irão          | Azad University Cross     |
| Abbas Saeidi Tanha         | 01/04/1981 | Irão          | Azad University Cross     |
| Mohammad Reza Saeidi       | 15/06/1989 | Irão          | Neoprofissional           |
| Farshad Salehian           | 09/05/1987 | Irão          | Azad University Cross     |
| Amir Zargari               | 31/07/1980 | Irão          | AG2R La Mondiale          |

1. ↑  Desde 27 de setembro.
2. 1 2 3  Até 5 de junho.
3. ↑  Até 26 de setembro.
4. ↑  Desde 25 de junho.
5. ↑  Desde 1 de julho.
6. ↑  Até 24 de junho.